# Mjerilo (kartografija)
Mjerilo karte je omjer udaljenosti na karti i odgovarajuće udaljenosti na tlu. Ovaj jednostavan koncept komplicira zakrivljenost Zemljine površine, koja prisiljava mjerilo da varira na karti. Zbog ove varijacije, koncept mjerila postaje smislen na dva različita načina.
Prvi način je omjer veličine referentnog elipsoida i veličine Zemlje. Referentni elipsoid je konceptualni model na koji je Zemlja smanjena i iz kojeg se projicira karta. Omjer veličine Zemlje i veličine elipsoida koji stvara naziva se nominalna ljestvica (= glavna ljestvica = reprezentativni udio). Mnoge karte navode nominalno mjerilo i mogu čak prikazivati linearno mjerilo (ponekad se samo naziva 'mjerilo') kako bi ga predstavile.
Drugi poseban koncept mjerila odnosi se na varijacije u mjerilu na karti. To je omjer mjerila preslikane točke i nominalnog mjerila. U ovom slučaju 'mjerilo' znači faktor mjerila (= bodovna ljestvica = određena ljestvica).
Ako je područje karte dovoljno malo da zanemari Zemljinu zakrivljenost, kao na primjer u urbanističkom planu, tada se jedna vrijednost može koristiti kao mjerilo bez izazivanja mjernih pogrešaka. Na kartama koje pokrivaju veća područja ili cijelu Zemlju, mjerilo karte može biti manje korisno ili čak beskorisno u mjerenju udaljenosti. Projekcija karte postaje kritična u razumijevanju kako se mjerilo mijenja na karti. Kada se mjerilo primjetno razlikuje, može se uzeti u obzir kao faktor mjerila. Tissotova elipsa izobličenja često se koristi za ilustraciju varijacija mjerila točaka na karti.

## Terminologija

### Prikaz mjerila
Mjerila karte mogu se izraziti riječima (numeričko), kao omjer ili kao razlomak (brojčano mjerilo). Primjeri su:
'jedan centimetar prema sto metara' ili 1:10 000 ili 1/10 000
'jedan inč prema jednu milju'  ili  1:63,360  ili  1/63,360
'jedan centimetar prema tisuću kilometara'  ili  1:100.000.000  ili  1/100.000.000. (Omjer bi obično bio skraćen na 1:100M)

### Linearno mjerilo naspram brojčanog
Osim gore navedenog, mnoge karte nose jedno ili više (dužinsko) linearno mjerilo. Na primjer, neke moderne britanske karte imaju tri stupčaste skale, po jednu za kilometre, milje i nautičke milje. 
Brojčano mjerilo na jeziku poznatom korisniku možda je lakše vizualizirati nego omjer: ako je mjerilo jedan inč prema dvije milje i korisnik karte može vidjeti dva sela koja su na karti udaljena oko dva inča, onda je to jednostavno utvrditi da su sela na zemlji udaljena oko četiri milje.
Brojčano mjerilo može uzrokovati probleme ako je izražena na jeziku koji korisnik ne razumije ili u zastarjelim ili loše definiranim jedinicama. Na primjer, ljestvicu od jednog inča do stope (1:7920) razumjet će mnogi stariji ljudi u zemljama u kojima su se nekada u školama podučavale imperijalne jedinice. No, ljestvica od jednog pouca do jedne lige može biti oko 1:144 000, ovisno o kartografovom izboru mnogih mogućih definicija za ligu, a samo će manjina modernih korisnika biti upoznata s jedinicama koje se koriste.

### Krupno mjerilo, srednje mjerilo, sitno mjerilo
Kontrast s prostornim mjerilom.
Karta se klasificira kao sitnog mjerila ili krupnog mjerila ili ponekad srednjeg mjerila. Mala mjerila odnose se na karte svijeta ili karte velikih regija kao što su kontinenti ili velike nacije. Drugim riječima, prikazuju velike površine zemlje na sitnom prostoru. Nazivaju se malim razmjerom jer je reprezentativni udio relativno mali.
Karte krupnog mjerila prikazuju manja područja s više detalja, kao što su karte županija ili urbanistički planovi. Takve karte nazivaju se velikim mjerilom jer je reprezentativni ulomak relativno velik. Na primjer, plan grada, koji je karta krupnog mjerila, može biti u mjerilu 1:10 000, dok karta svijeta, koja je karta sitnog mjerila, može biti u mjerilu 1:100 000 000.
Sljedeća tablica opisuje tipične raspone za ova mjerila, ali se ne treba smatrati mjerodavnim jer ne postoji standard:
| Klasifikacija   | Domet                   | Primjeri                                                  |
| --------------- | ----------------------- | --------------------------------------------------------- |
| krupno mjerilo  | 1:0 – 1:600.000         | 1:0,00001 za kartu virusa; 1:5000 za pješačku kartu grada |
| srednje mjerilo | 1:600.000 – 1:2.000.000 | Karta pojedine države                                     |
| sitno mjerilo   | 1:2 000 000 – 1:∞       | 1:50 000 000 za kartu svijeta; 1:10 21 za kartu galaksije |

Izrazi se ponekad koriste u apsolutnom smislu tablice, a nekad u relativnom smislu. Na primjer, čitač karata čiji se rad odnosi isključivo na karte velikih razmjera (kao što je gore prikazano u tablici) mogao bi označiti kartu na 1:500 000 kao sitno mjerilo.

### Varijacija mjerila
Kartiranje velikih površina uzrokuje primjetna izobličenja jer značajno izravnava zakrivljenu površinu zemlje. Kako će se distorzija distribuirati ovisi o projekciji karte. Mjerilo varira na karti, a navedeno mjerilo karte samo je približno. O tome se detaljno raspravlja u nastavku.

## Karte krupnog mjerila sa zanemarenom zakrivljenošću
Područje u kojem se Zemlja može smatrati ravnom ovisi o točnosti mjerenja. Ako se izmjeri samo na najbliži metar, tada se zakrivljenost Zemlje ne može otkriti na meridijanskoj udaljenosti od oko 100 kilometara (62 milje) i preko linije istok-zapad od oko 80 km (na geografskoj širini od 45 stupnjeva). Ako se mjeri na najbliži 1 millimetar, tada se zakrivljenost ne može otkriti na meridijanskoj udaljenosti od oko 10 km i preko linije istok-zapad od oko 8 km. Tako bi plan New Yorka točan do jednog metra ili plan gradilišta točan do jednog milimetra zadovoljili gornje uvjete za zanemarivanje zakrivljenosti. Mogu se tretirati snimanjem u ravnini i mapirati crtežima u mjerilu u kojima su bilo koje dvije točke na istoj udaljenosti na crtežu na istoj udaljenosti na tlu. Istinske udaljenosti tla izračunavaju se mjerenjem udaljenosti na karti, a zatim množenjem obrnutim ulomkom mjerila ili, ekvivalentno, jednostavnim korištenjem razdjelnika za prijenos razmaka između točaka na karti do linearnog mjerila na karti.

## Bodovna ljestvica (ili određena ljestvica)
Vidi još: Kartografska projekcija
Kao što je dokazano Gaussovom teoremom Egregium, kugla (ili elipsoid) se ne može projicirati na ravninu bez izobličenja. To se obično ilustrira nemogućnošću zaglađivanja narančine kore na ravnu površinu, a da je ne trgnete i deformirate. Jedini pravi prikaz sfere u konstantnom mjerilu je druga sfera kao što je globus.
S obzirom na ograničenu praktičnu veličinu globusa, moramo koristiti karte za detaljno kartiranje. Karte zahtijevaju projekcije. Projekcija implicira izobličenje: Konstantno razdvajanje na karti ne odgovara stalnom razdvajanju na tlu. Iako karta može prikazati grafičko mjerilo traka, mjerilo se mora koristiti s razumijevanjem da će biti točno samo na nekim linijama karte.

## Simbol omjera
Dok se dvotočka često koristi za izražavanje omjera, Unicode može izraziti simbol specifičan za omjere, koji je sitno podignut: U+2236 ∶ RATIO (&ratio;). 